# Bakers diksnavelmees
Bakers diksnavelmees (Paradoxornis bakeri synoniem: Psittiparus bakeri) is een zangvogel uit de familie Paradoxornithidae (diksnavelmezen). Deze vogel is genoemd naar de Britse ornitholoog Edward Charles Stuart Baker.

## Verspreiding en leefgebied
Deze soort komt voor van noordoostelijk India tot Vietnam en telt twee ondersoorten:
- P. b. bakeri: noordoostelijk India, noordoostelijk Bangladesh, noordelijk Myanmar en zuidwestelijk China, zuidelijk Myanmar.
- P. b. magnirostris: noordelijk Vietnam en noordelijk Laos.